# Geneslay
Geneslay ist eine Ortschaft und eine Commune déléguée in der französischen Gemeinde Rives d’Andaine mit 259 Einwohnern (Stand: 1. Januar 2022) im Département Orne in der Region Normandie.

## Geografie
Die Commune déléguée Geneslay liegt sieben Kilometer südwestlich von Bagnoles-de-l’Orne und im äußersten Süden des Départements Orne. Der am südlichen Rand ihres Gebiets verlaufende Fluss Mayenne stellt die Grenze zum benachbarten Département Mayenne dar. Darüber hinaus wird das Gebiet von den Bächen Louvrières, Lindron und Subon durchflossen. Im Nordosten wird die Commune déléguée auf einigen hundert Metern von der überregionalen Straße D962 durchquert; diese stellt die Anbindung an Domfront und Alençon dar. Die Commune déléguée erstreckt sich über eine Fläche von 8,34 Quadratkilometern.
Die Nachbargemeinden von Geneslay waren vor 2016 Juvigny-sous-Andaine im Norden, La Chapelle-d’Andaine im Nordosten, Haleine im Osten, Thubœuf und Rennes-en-Grenouilles im Süden und Sept-Forges sowie Beaulandais im Westen.

## Geschichte und Kultur
Der Ort entstand vermutlich im 12. Jahrhundert und trug zunächst den Namen Saint-Hilaire-des-Bois. Die heutige Bezeichnung etablierte sich einige Jahrhunderte später und geht zurück auf das Wort genêt. Dieses bedeutet Ginster und bezieht sich auf das verbreitete Vorkommen dieser Pflanze auf dem Gemeindegebiet. Wegen der Lage im Grenzgebiet der historischen Regionen Normandie und Maine wurde die Kommune 1790 bei ihrer Gründung im Rahmen der Französischen Revolution zunächst dem Département Mayenne, das der Maine angehörte zugeordnet. 1831 erfolgte die Eingliederung ins normannische Département Orne. Die Gemeinde war stets sehr stark landwirtschaftlich geprägt und litt ab dem 19. Jahrhundert unter dem Strukturwandel hin zur industriellen Gesellschaft, was zu einem starken Bevölkerungsschwund führte. Erst zu Beginn des 21. Jahrhunderts konnte dieser Trend durch zahlreiche Modernisierungsmaßnahmen gestoppt werden. Aus Geneslay stammt Victor Vivier (1923–2003), der als Geschichtenerzähler auf regionaler Ebene Bekanntheit erlangte.
Die katholische Dorfkirche Saint-Hilaire stammt aus dem 17. Jahrhundert. Sie enthält unter anderem ein Altarretabel aus der Frühphase ihrer Existenz und zahlreiche Statuen von Heiligen.
Mit Wirkung vom 1. Januar 2016 wurden die bisherigen Gemeinden La Chapelle-d’Andaine, Couterne, Geneslay und Haleine zu einer Commune nouvelle mit dem Namen Rives d’Andaine zusammengeschlossen und haben in der neuen Gemeinde den Status einer Commune déléguée. Der Verwaltungssitz befindet sich im Ort La Chapelle-d’Andaine. Die Gemeinde Geneslay gehörte zum Arrondissement Alençon und zum Kanton Bagnoles-de-l’Orne.

## Bevölkerungsentwicklung
| Jahr      | 1962 | 1968 | 1975 | 1982 | 1990 | 1999 | 2011 |
| Einwohner | 305  | 312  | 278  | 247  | 220  | 209  | 283  |

Während der Französischen Revolution lag die Bevölkerungszahl 1793 bei 913 Einwohnern. Sie wuchs anschließend bis auf 1090 Menschen im Jahr 1831 an, bevor ein starker Abwärtstrend einsetzte und 1901 nur noch 477 Personen registriert wurden. 1999 wurde mit 209 Bewohnern ein historischer Tiefstand verzeichnet. Danach setzte eine Phase des deutlichen Wachstums ein.